# جيري كارول
جيري كارول (بالإنجليزية: Gerry Carroll)‏ هو سياسي بريطاني، ولد في 27 أبريل 1987 في المملكة المتحدة. حزبياً، نشط في الناس قبل الأرباح ‏. في 2016 Northern Ireland Assembly election ‏، انتخب Member of the 5th Northern Ireland Assembly ‏ عن دائرة Belfast West (Assembly constituency) ‏ وقد انضم خلال فترته النيابية ‏ (7 مايو 2016 – 26 يناير 2017)  للكتلة البرلمانية الناس قبل الأرباح ‏ وفي انتخابات جمعية أيرلندا الشمالية 2017 ‏، انتخب Member of the 6th Northern Ireland Assembly ‏ عن دائرة Belfast West (Assembly constituency) ‏ وقد انضم خلال فترته النيابية ‏ (3 مارس 2017 – )  للكتلة البرلمانية الناس قبل الأرباح ‏.